# Vụ sập giàn giáo công trường Formosa
Vụ sập giàn giáo công trường Formosa là vụ tai nạn lao động xảy ra diễn ra vào ngày 25 tháng 3 năm 2015 trên công trường dự án Formosa ở Khu kinh tế Vũng Áng, thuộc địa phận tỉnh Hà Tĩnh, Việt Nam.
Các lực lượng cứu hộ Hà Tĩnh dồn toàn lực vào việc tìm kiếm nạn nhân trong đống đổ nát. Đến 15 giờ 30 phút chiều ngày 26 tháng 3, lực lượng cứu hộ đã kết thúc tìm kiếm. Theo các nguồn tin ở Việt Nam, có tất cả làm 13 người chết và 28 người khác bị thương.

## Nguyên nhân
Theo báo cáo ban đầu, nguyên nhân sơ bộ là do hệ thống má phanh thủy lực của giàn giáo bị trục trặc dẫn đến việc giàn giáo bị sập đổ. Hệ thống giàn giáo có chiều cao 20 mét, dài 40 mét và rộng 35 mét. Trong quá trình hạ giàn giáo để chuẩn bị đổ bê tông mới thì hệ thống giàn giáo bị sập đổ, khi đó có khoảng 50 người đang làm việc ở đó.